# Übergangsregierung Äthiopiens
Die Übergangsregierung Äthiopiens wurde im Mai des Jahres 1991 in Äthiopien installiert, nachdem die Demokratische Volksrepublik Äthiopien für abgeschafft erklärt wurde. Sie regierte bis zur Errichtung einer neuen Staatsform 1995.

## Entwicklung
Nach dem Sieg der verschiedenen Guerillabewegungen im Äthiopischen Bürgerkrieg gegen das Derg-Regime und der Flucht dessen Staatschefs Mengistu Haile Mariam kam in Addis Abeba die Revolutionäre Demokratische Front der Äthiopischen Völker an die Macht. Im Juni 1991 wurde in der britischen Hauptstadt London eine Konferenz der zahlreichen Rebellenbewegungen einberufen, welche die Übergangsregierung etablieren sollte. Neben der marxistisch-leninistischen Volksbefreiungsfront von Tigray als Mitgliedspartei der Revolutionären Demokratischen Front der Äthiopischen Völker war auch die neokonservative Äthiopische Demokratische Union mit einem Repräsentanten vertreten.
Die Übergangsphase verlief im Vergleich zu zahlreichen anderen Staaten des Kontinents sehr ruhig, Meles Zenawi wurde zum Interimspräsidenten designiert. Die Regierungsbildung ging einher mit einer einschneidenden territorialen Veränderung: Die ehemalige italienische Kolonie Eritrea erlangte nach fast dreißig Jahren Krieg im Jahr 1993 unter der Eritreischen Volksbefreiungsfront die Unabhängigkeit. Eritrea war von 1950 bis 1993 in Äthiopien eingegliedert.

## Verfassunggebende Versammlung
Die Verfassunggebende Versammlung von 1994  war die erste Versammlung zur Errichtung einer Verfassung überhaupt in der Geschichte Äthiopiens. Sie setzte sich aus 547 gewählten Deputierten im Anschluss einer Mehrparteien-Wahl am 5. Juni 1994 zusammen. Die Wahl wurde von der Revolutionären Demokratischen Front der Äthiopischen Völker gewonnen, welche 484 Sitze erringen konnte. Indessen haben zahlreiche Oppositionsparteien die Stimmabgaben boykottiert. Die Koalition wurde von Meles Zenawi geführt. Die verfassunggebende Versammlung adoptierte im Dezember 1994 eine neue Verfassung, welche die Verfassung der Demokratischen Volksrepublik Äthiopien von 1987 ersetzte. Die neue adoptierte Verfassung ist seit 1995 in Äthiopien in Kraft.
Eine neue Verfassung, die Verfassung der Demokratischen Bundesrepublik Äthiopien, wurde im Dezember 1994 eingeführt. Im Jahr 1995 wurden von der Nationalen Wahlbehörde Äthiopiens die ersten Mehrparteien-Wahlen in der Geschichte des Landes organisiert, die Parlamentswahlen vom Mai 1995. Am 22. August 1995 wurde die föderale Demokratische Bundesrepublik Äthiopien proklamiert und Meles Zenawi zum Premierminister erklärt. Während Äthiopien nun offiziell eine Bundesrepublik ist, befindet sich das Nachbarland und ehemalige Provinz Eritrea unter der Volksfront für Demokratie und Gerechtigkeit, der politischen Nachfolgepartei der Eritreischen Volksbefreiungsfront weiterhin in der Phase mit einer eigenen Übergangsregierung.